# Râul Șieu, Someș
Râul Șieu este un curs de apă, afluent al Someșului Mare. 

## Hărți
- Harta județului Bistrița